# 李時勉
李 時勉（り じべん、洪武7年（1374年）- 景泰元年4月12日（1450年5月22日））は、明代の儒学者・官僚。名は懋、字は時勉で、字をもって通称された。号は古廉。本貫は吉安府安福県。

## 生涯
李思誠と周氏のあいだの子として生まれた。少年のころ、冬の寒い最中に寝具で足を包んで桶の中に入り、書物を読誦してやまなかった。永楽2年（1404年）、進士に及第し、翰林院庶吉士に選ばれた。文淵閣に進学し、『太祖実録』の編纂に参加した。永楽10年（1412年）、刑部主事に任じられ、さらに実録の重修に参加した。実録が完成すると、時勉は翰林院侍読に転じた。
時勉の性格は剛直で、天下のことを憂いて自分の任とみなしていた。永楽19年（1421年）、三殿で火災があり、永楽帝が直言を求めた。時勉は時務十五事を上書した。時勉は北京の都城営建に反対し、永楽帝の意に逆らった。それ以外の意見の多くは採用され、施行された。ほどなく讒言を受けて獄に下された。永楽21年（1423年）、釈放され、楊栄の推薦により復職した。
洪熙元年（1425年）、時勉が洪熙帝に上書した。帝は激怒し、時勉を便殿に召し出して叱責したが、時勉は意見を変えなかった。帝は武士に金瓜で殴らせるよう命じ、時勉は肋骨を三度折られ、瀕死の状態で引き出された。翌日、時勉は交趾道御史に転出することになったが、さらに一事を言上し、三章を上書したことから、錦衣衛の獄に下された。錦衣衛の千戸が時勉に恩義があり、時勉の拘留を適切にし、ひそかに医者を呼び出して、海外産の竜血でかれを治療させたため、時勉は死なずに済んだ。洪熙帝は「時勉が朝廷でわたしを辱めた」と夏原吉にいい、夏原吉は帝を慰めた。その日の夕方に洪熙帝は死去した。
宣徳元年（1426年）、時勉が先帝に罪を得たことをある人が言上すると、宣徳帝は時勉を連行してくるよう使者に命じた。さらに帝は時勉に会う必要はないと思い直し、西市で時勉を斬らせるよう王指揮に命じた。しかし王指揮が西の端の旁門を出ていったとき、前の使者が時勉を捕縛して東の端の旁門から入ってきて、すれ違った。帝が時勉に会うや罵って、「おまえは何を上疏して先帝を怒らせたのか」と訊ねた。時勉は叩頭して「臣は諒暗の中で妃嬪を近づけるのはよろしくなく、皇太子が側近を遠ざけるのはよろしくないと申し上げたのです」と答えた。帝はこれを聞くと悄然とした。時勉は六事を列挙するにとどまったので、帝は全て言うよう促した。時勉は「臣は恐ろしさのあまり全てを記憶してはおりません」と答えた。帝はその意を了解し、「言いにくいことなのだな。草稿はどこにある」と訊ねると、時勉は「焼いてしまいました」と答えた。帝は嘆息し、時勉を釈放させ、侍読の官に復帰させた。
宣徳5年（1430年）、『成祖実録』が完成すると、時勉は侍読学士に転じた。宣徳帝が史館に幸すると、金銭を学士たちに賜った。学士たちはみな俯いて受け取ったが、時勉はひとり直立していた。帝は残りの銭を時勉に賜った。正統3年（1438年）、『宣宗実録』が完成すると、時勉は翰林院学士に進み、翰林院の事務を管掌し、経筵官を兼ねた。正統6年（1441年）、貝泰に代わって国子祭酒となった。正統8年（1443年）、太学が修築され、時勉は聖賢を祭って竣工を報告した。致仕を願い出たが、許可されなかった。
正統9年（1444年）、時勉は太学で釈奠の儀式をおこなった。英宗に『尚書』を進講した。続けて上疏して致仕を願い出たが、許可されなかった。正統12年（1447年）春、致仕を許された。朝臣や国子生ら3000人が都門の外に集まって送別した。
正統14年（1449年）、土木の変で英宗がオイラトに連行されると、時勉は孫の李驥を宮廷に派遣して上書し、将を選んで練兵し、君子に親しみ、小人を遠ざけ、忠節を表彰し、英宗の身柄を取り戻し、仇を討って恥を雪ぐよう請願した。景泰元年4月12日（1450年5月22日）、死去した。享年は77。諡は文毅といった。成化5年（1469年）、孫の李顒の請願により、時勉は諡を忠文と改められ、礼部侍郎の位を追贈された。著書に『古廉文集』11巻および『詩集』1巻があった。